# 클리마투스 컬리지
클리마투스 컬리지는 기후변화센터에서 진행하는 사업으로 MZ세대를 위한 기후변화 소통 플랫폼이다. 변화하는 기후에 적응하는 인류라는 뜻의‘호모 클리마투스-Homo Climatus' 와 내 삶에 필요한 배움을 실현할 수 있는‘시민대학 / 동료들의 모임-College’어원의 의미를 동시에 담고 있다. 출처:기후변화센터